# Muricomes
Muricomes es un género de bacterias grampositivas de la familia Lachnospiraceae. Actualmente (2024) sólo contiene una especie: Muricomes intestini. Fue descrita en el año 2016. Su etimología hace referencia a compañero de ratón. El nombre de la especie hace referencia a intestino. Es anaerobia estricta, en forma de bacilo. Crece en agar sangre tras 2-3 días de incubación a 37 °C. Tiene un contenido de G+C de 43,1%. Se ha aislado del intestino de un ratón en Alemania. 